# Lista de comunas de Loir-et-Cher
Lista das 291 comunas do departamento francês de Loir-et-Cher.
- (CAB) Communauté d'agglomération du Blaisois, created in 2003.

| INSEE | Postal | Comuna                             |
| ----- | ------ | ---------------------------------- |
| 41001 | 41310  | Ambloy                             |
| 41002 | 41400  | Angé                               |
| 41003 | 41100  | Areines                            |
| 41004 | 41800  | Artins                             |
| 41005 | 41170  | Arville                            |
| 41006 | 41240  | Autainville                        |
| 41007 | 41310  | Authon                             |
| 41008 | 41500  | Avaray                             |
| 41009 | 41330  | Averdon                            |
| 41010 | 41100  | Azé                                |
| 41011 | 41290  | Baigneaux                          |
| 41012 | 41170  | Baillou                            |
| 41013 | 41250  | Bauzy                              |
| 41014 | 41170  | Beauchêne                          |
| 41015 | 41290  | Beauvilliers                       |
| 41016 | 41130  | Billy                              |
| 41017 | 41240  | Binas                              |
| 41018 | 41000  | Blois (CAB)                        |
| 41019 | 41290  | Boisseau                           |
| 41020 | 41800  | Bonneveau                          |
| 41022 | 41270  | Bouffry                            |
| 41023 | 41400  | Bourré                             |
| 41024 | 41270  | Boursay                            |
| 41025 | 41250  | Bracieux                           |
| 41026 | 41160  | Brévainville                       |
| 41027 | 41370  | Briou                              |
| 41028 | 41160  | Busloup                            |
| 41029 | 41120  | Candé-sur-Beuvron                  |
| 41030 | 41360  | Cellé                              |
| 41031 | 41120  | Cellettes (CAB)                    |
| 41032 | 41120  | Chailles (CAB)                     |
| 41033 | 41190  | Chambon-sur-Cisse                  |
| 41034 | 41250  | Chambord                           |
| 41035 | 41330  | Champigny-en-Beauce                |
| 41036 | 41600  | Chaon                              |
| 41037 | 41290  | La Chapelle-Enchérie               |
| 41038 | 41320  | La Chapelle-Montmartin             |
| 41039 | 41500  | La Chapelle-Saint-Martin-en-Plaine |
| 41040 | 41330  | La Chapelle-Vendômoise             |
| 41041 | 41270  | La Chapelle-Vicomtesse             |
| 41042 | 41110  | Châteauvieux                       |
| 41043 | 41130  | Châtillon-sur-Cher                 |
| 41044 | 41320  | Châtres-sur-Cher                   |
| 41045 | 41150  | Chaumont-sur-Loire                 |
| 41046 | 41600  | Chaumont-sur-Tharonne              |
| 41047 | 41260  | La Chaussée-Saint-Victor (CAB)     |
| 41048 | 41270  | Chauvigny-du-Perche                |
| 41049 | 41700  | Chémery                            |
| 41050 | 41700  | Cheverny                           |
| 41051 | 41400  | Chissay-en-Touraine                |
| 41052 | 41120  | Chitenay                           |
| 41053 | 41170  | Choue                              |
| 41054 | 41700  | Choussy                            |
| 41055 | 41150  | Chouzy-sur-Cisse                   |
| 41056 | 41160  | La Colombe                         |
| 41057 | 41290  | Conan                              |
| 41058 | 41370  | Concriers                          |
| 41059 | 41700  | Contres                            |
| 41060 | 41170  | Cormenon                           |
| 41061 | 41120  | Cormeray                           |
| 41062 | 41700  | Couddes                            |
| 41063 | 41110  | Couffy                             |
| 41064 | 41150  | Coulanges                          |
| 41065 | 41100  | Coulommiers-la-Tour                |
| 41066 | 41500  | Courbouzon                         |
| 41067 | 41700  | Cour-Cheverny                      |
| 41068 | 41230  | Courmemin                          |
| 41069 | 41500  | Cour-sur-Loire                     |
| 41070 | 41800  | Couture-sur-Loir                   |
| 41071 | 41220  | Crouy-sur-Cosson                   |
| 41072 | 41100  | Crucheray                          |
| 41073 | 41160  | Danzé                              |
| 41074 | 41220  | Dhuizon                            |
| 41075 | 41270  | Droué                              |
| 41077 | 41290  | Épiais                             |
| 41078 | 41360  | Épuisay                            |
| 41079 | 41800  | Les Essarts                        |
| 41080 | 41400  | Faverolles-sur-Cher                |
| 41081 | 41100  | Faye                               |
| 41082 | 41120  | Feings                             |
| 41083 | 41210  | La Ferté-Beauharnais               |
| 41084 | 41300  | La Ferté-Imbault                   |
| 41085 | 41220  | La Ferté-Saint-Cyr                 |
| 41087 | 41800  | Fontaine-les-Coteaux               |
| 41088 | 41270  | Fontaine-Raoul                     |
| 41086 | 41250  | Fontaines-en-Sologne               |
| 41089 | 41270  | La Fontenelle                      |
| 41090 | 41360  | Fortan                             |
| 41091 | 41330  | Fossé (CAB)                        |
| 41092 | 41120  | Fougères-sur-Bièvre                |
| 41093 | 41190  | Françay                            |
| 41094 | 41700  | Fresnes                            |
| 41095 | 41160  | Fréteval                           |
| 41096 | 41270  | Le Gault-Perche                    |
| 41097 | 41130  | Gièvres                            |
| 41098 | 41310  | Gombergean                         |
| 41099 | 41230  | Gy-en-Sologne                      |
| 41100 | 41800  | Les Hayes                          |
| 41101 | 41190  | Herbault                           |
| 41102 | 41800  | Houssay                            |
| 41103 | 41310  | Huisseau-en-Beauce                 |
| 41104 | 41350  | Huisseau-sur-Cosson                |
| 41105 | 41370  | Josnes                             |
| 41106 | 41600  | Lamotte-Beuvron                    |
| 41107 | 41310  | Lancé                              |
| 41108 | 41190  | Lancôme                            |
| 41109 | 41190  | Landes-le-Gaulois                  |
| 41110 | 41320  | Langon                             |
| 41112 | 41230  | Lassay-sur-Croisne                 |
| 41113 | 41800  | Lavardin                           |
| 41114 | 41500  | Lestiou                            |
| 41115 | 41160  | Lignières                          |
| 41116 | 41100  | Lisle                              |
| 41118 | 41200  | Loreux                             |
| 41119 | 41370  | Lorges                             |
| 41120 | 41360  | Lunay                              |
| 41121 | 41370  | La Madeleine-Villefrouin           |
| 41122 | 41320  | Maray                              |
| 41123 | 41370  | Marchenoir                         |
| 41124 | 41100  | Marcilly-en-Beauce                 |
| 41125 | 41210  | Marcilly-en-Gault                  |
| 41126 | 41110  | Mareuil-sur-Cher                   |
| 41127 | 41210  | La Marolle-en-Sologne              |
| 41128 | 41330  | Marolles (CAB)                     |
| 41129 | 41250  | Maslives                           |
| 41130 | 41500  | Maves                              |
| 41131 | 41100  | Mazangé                            |
| 41132 | 41140  | Méhers                             |
| 41133 | 41240  | Membrolles                         |
| 41134 | 41500  | Menars                             |
| 41135 | 41320  | Mennetou-sur-Cher                  |
| 41136 | 41500  | Mer                                |
| 41137 | 41150  | Mesland                            |
| 41138 | 41100  | Meslay                             |
| 41139 | 41130  | Meusnes                            |
| 41140 | 41200  | Millançay                          |
| 41141 | 41160  | Moisy                              |
| 41142 | 41190  | Molineuf                           |
| 41143 | 41170  | Mondoubleau                        |
| 41144 | 41150  | Monteaux                           |
| 41145 | 41120  | Monthou-sur-Bièvre                 |
| 41146 | 41400  | Monthou-sur-Cher                   |
| 41147 | 41120  | Les Montils                        |
| 41148 | 41350  | Montlivault                        |
| 41149 | 41800  | Montoire-sur-le-Loir               |
| 41150 | 41250  | Mont-près-Chambord                 |

| INSEE | Postal | Comuna                          |
| ----- | ------ | ------------------------------- |
| 41151 | 41400  | Montrichard                     |
| 41152 | 41210  | Montrieux-en-Sologne            |
| 41153 | 41800  | Montrouveau                     |
| 41154 | 41160  | Morée                           |
| 41155 | 41500  | Muides-sur-Loire                |
| 41156 | 41500  | Mulsans                         |
| 41157 | 41230  | Mur-de-Sologne                  |
| 41158 | 41100  | Naveil                          |
| 41159 | 41210  | Neung-sur-Beuvron               |
| 41160 | 41250  | Neuvy                           |
| 41161 | 41600  | Nouan-le-Fuzelier               |
| 41163 | 41310  | Nourray                         |
| 41164 | 41140  | Noyers-sur-Cher                 |
| 41165 | 41170  | Oigny                           |
| 41166 | 41700  | Oisly                           |
| 41167 | 41150  | Onzain                          |
| 41168 | 41300  | Orçay                           |
| 41169 | 41190  | Orchaise                        |
| 41170 | 41120  | Ouchamps                        |
| 41171 | 41290  | Oucques                         |
| 41172 | 41160  | Ouzouer-le-Doyen                |
| 41173 | 41240  | Ouzouer-le-Marché               |
| 41174 | 41100  | Périgny                         |
| 41175 | 41100  | Pezou                           |
| 41176 | 41300  | Pierrefitte-sur-Sauldre         |
| 41177 | 41170  | Le Plessis-Dorin                |
| 41178 | 41370  | Le Plessis-l'Échelle            |
| 41179 | 41270  | Le Poislay                      |
| 41180 | 41400  | Pontlevoy                       |
| 41181 | 41110  | Pouillé                         |
| 41182 | 41190  | Pray                            |
| 41183 | 41240  | Prénouvellon                    |
| 41184 | 41310  | Prunay-Cassereau                |
| 41185 | 41200  | Pruniers-en-Sologne             |
| 41186 | 41160  | Rahart                          |
| 41187 | 41100  | Renay                           |
| 41188 | 41290  | Rhodon                          |
| 41189 | 41150  | Rilly-sur-Loire                 |
| 41190 | 41100  | Rocé                            |
| 41191 | 41370  | Roches                          |
| 41192 | 41800  | Les Roches-l'Évêque             |
| 41193 | 41270  | Romilly                         |
| 41194 | 41200  | Romorantin-Lanthenay            |
| 41195 | 41230  | Rougeou                         |
| 41196 | 41270  | Ruan-sur-Egvonne                |
| 41197 | 41170  | Saint-Agil                      |
| 41198 | 41110  | Saint-Aignan                    |
| 41199 | 41310  | Saint-Amand-Longpré             |
| 41201 | 41800  | Saint-Arnoult                   |
| 41202 | 41170  | Saint-Avit                      |
| 41203 | 41330  | Saint-Bohaire (CAB)             |
| 41204 | 41350  | Saint-Claude-de-Diray           |
| 41205 | 41190  | Saint-Cyr-du-Gault              |
| 41206 | 41000  | Saint-Denis-sur-Loire           |
| 41207 | 41500  | Saint-Dyé-sur-Loire             |
| 41200 | 41100  | Sainte-Anne                     |
| 41210 | 41290  | Sainte-Gemmes                   |
| 41208 | 41190  | Saint-Étienne-des-Guérets       |
| 41209 | 41100  | Saint-Firmin-des-Prés           |
| 41211 | 41400  | Saint-Georges-sur-Cher          |
| 41212 | 41350  | Saint-Gervais-la-Forêt (CAB)    |
| 41213 | 41310  | Saint-Gourgon                   |
| 41214 | 41160  | Saint-Hilaire-la-Gravelle       |
| 41215 | 41800  | Saint-Jacques-des-Guérets       |
| 41216 | 41160  | Saint-Jean-Froidmentel          |
| 41217 | 41400  | Saint-Julien-de-Chédon          |
| 41218 | 41320  | Saint-Julien-sur-Cher           |
| 41219 | 41240  | Saint-Laurent-des-Bois          |
| 41220 | 41220  | Saint-Laurent-Nouan             |
| 41221 | 41370  | Saint-Léonard-en-Beauce         |
| 41222 | 41320  | Saint-Loup                      |
| 41223 | 41190  | Saint-Lubin-en-Vergonnois       |
| 41224 | 41170  | Saint-Marc-du-Cor               |
| 41225 | 41800  | Saint-Martin-des-Bois           |
| 41226 | 41100  | Saint-Ouen                      |
| 41228 | 41800  | Saint-Rimay                     |
| 41229 | 41140  | Saint-Romain-sur-Cher           |
| 41230 | 41000  | Saint-Sulpice-de-Pommeray (CAB) |
| 41231 | 41210  | Saint-Viâtre                    |
| 41232 | 41300  | Salbris                         |
| 41233 | 41120  | Sambin                          |
| 41234 | 41190  | Santenay                        |
| 41235 | 41170  | Sargé-sur-Braye                 |
| 41236 | 41310  | Sasnières                       |
| 41237 | 41700  | Sassay                          |
| 41238 | 41360  | Savigny-sur-Braye               |
| 41239 | 41110  | Seigy                           |
| 41240 | 41150  | Seillac                         |
| 41241 | 41300  | Selles-Saint-Denis              |
| 41242 | 41130  | Selles-sur-Cher                 |
| 41243 | 41100  | Selommes                        |
| 41244 | 41160  | Semerville                      |
| 41245 | 41500  | Séris                           |
| 41246 | 41120  | Seur                            |
| 41247 | 41230  | Soings-en-Sologne               |
| 41248 | 41170  | Souday                          |
| 41249 | 41300  | Souesmes                        |
| 41250 | 41800  | Sougé                           |
| 41251 | 41600  | Souvigny-en-Sologne             |
| 41252 | 41500  | Suèvres                         |
| 41253 | 41370  | Talcy                           |
| 41254 | 41170  | Le Temple                       |
| 41255 | 41800  | Ternay                          |
| 41256 | 41300  | Theillay                        |
| 41257 | 41400  | Thenay                          |
| 41258 | 41140  | Thésée                          |
| 41259 | 41100  | Thoré-la-Rochette               |
| 41260 | 41220  | Thoury                          |
| 41261 | 41190  | Tourailles                      |
| 41262 | 41250  | Tour-en-Sologne                 |
| 41263 | 41800  | Tréhet                          |
| 41264 | 41240  | Tripleville                     |
| 41265 | 41800  | Troo                            |
| 41266 | 41120  | Valaire                         |
| 41267 | 41400  | Vallières-les-Grandes           |
| 41268 | 41230  | Veilleins                       |
| 41269 | 41100  | Vendôme                         |
| 41270 | 41240  | Verdes                          |
| 41271 | 41230  | Vernou-en-Sologne               |
| 41272 | 41150  | Veuves                          |
| 41273 | 41290  | Vievy-le-Rayé                   |
| 41274 | 41800  | Villavard                       |
| 41275 | 41160  | La Ville-aux-Clercs             |
| 41276 | 41000  | Villebarou (CAB)                |
| 41277 | 41270  | Villebout                       |
| 41278 | 41310  | Villechauve                     |
| 41279 | 41800  | Villedieu-le-Château            |
| 41280 | 41200  | Villefranche-sur-Cher           |
| 41281 | 41330  | Villefrancœur                   |
| 41282 | 41200  | Villeherviers                   |
| 41283 | 41100  | Villemardy                      |
| 41284 | 41290  | Villeneuve-Frouville            |
| 41285 | 41220  | Villeny                         |
| 41286 | 41310  | Villeporcher                    |
| 41287 | 41100  | Villerable                      |
| 41288 | 41000  | Villerbon                       |
| 41289 | 41240  | Villermain                      |
| 41290 | 41100  | Villeromain                     |
| 41291 | 41100  | Villetrun                       |
| 41292 | 41500  | Villexanton                     |
| 41293 | 41100  | Villiersfaux                    |
| 41294 | 41100  | Villiers-sur-Loir               |
| 41295 | 41350  | Vineuil (CAB)                   |
| 41296 | 41600  | Vouzon                          |
| 41297 | 41600  | Yvoy-le-Marron                  |